# La Motte (Côtes-d'Armor)
La Motte è un comune francese di 2 087 abitanti situato nel dipartimento delle Côtes-d'Armor nella regione della Bretagna.
2.087

## Società

### Evoluzione demografica
Abitanti censiti